# Кріуленський район
Кріуленський район або Кріулень (рум. Criuleni) — район у центральній Молдові. Адміністративний центр — Криуляни.
Національний склад населення згідно з Переписом населення Молдови 2004  та 2014 років.
| етнічна група     | 2004           | 2004      | 2014           | 2014      |
| етнічна група     | кількість осіб | Частка, % | кількість осіб | Частка, % |
| ----------------- | -------------- | --------- | -------------- | --------- |
| молдовани/румуни  | 68 216         | 94,41     | 66 875         | 94,66     |
| українці          | 2 692          | 3,73      | 2 216          | 3,14      |
| росіяни           | 1 008          | 1,40      | 746            | 1,06      |
| болгари           | 72             | 0,10      | 62             | 0,09      |
| ґаґаузи           | 49             | 0,07      | 35             | 0,05      |
| цигани            | 36             | 0,05      | 18             | 0,03      |
| євреї             | 6              | 0,01      | ...            | ...       |
| поляки            | 6              | 0,01      | ...            | ...       |
| інші / не вказали | 169            | 0,23      | 696            | 0,97      |
| Всього            | 72 254         | 100       | 70 648         | 100       |

Повсякденна мова мешканців району (2014):
| Мови                 | кількість осіб | Частка, % |
| -------------------- | -------------- | --------- |
| молдовська/румунська | 65 432         | 92,62     |
| російська            | 3 274          | 4,63      |
| українська           | 668            | 0,95      |
| інші                 | 171            | 0,24      |
| не вказали           | 1 103          | 1,56      |
| всього               | 70 648         | 100       |